# M'Tioua
M'Tioua (en arabe : مثيوة) est une ville du Maroc située dans la région de Tanger-Tétouan-Al Hoceïma, dans la province de Chefchaouen.

## Personnalités
- Nordin Ben Salah (1972–2004), boxeur et kick boxeur néerlandais, né à M'Tioua.
- Tarik Tissoudali (1993-...), Footballeur